# كلية ابن رشد للعلوم الإدارية
كلية ابن رشد للعلوم الإدارية هي عبارة عن كلية أهلية تهتم في إدارة الأعمال ونظم المعلومات الإدارية مرخصة من وزارة التعليم العالي في تاريخ 4/9/1420هـ، ومقرها في مدية أبها .

## مهام الكلية
تتطلع الكلية إلى إعداد طلاب يكونوا قادة المستقبل ويكونوا أصحاب الأعمال، وذلك بتوفير برامج أكاديمية، والاهتمام في المشاركة في تنفيذ بحوث متطورة في مجال إدارة الأعمال، وتطوير الطلاب ليكونوا مساهمين في تنمية المجتمع المحلي.

## أهداف الكلية
- تدريب الأيدي العاملة المهنية التي تلبي الاحتياجات في قطاعات الأعمال.
- تزويد الطلاب بالمهارات والمعرفة الأكاديمية لاستحقاق فرص العمل أكبر في مجال تخصص الكلية.
- إعداد الطلاب ليكونوا في مناصب قيادية متنوعة في المؤسسات الخاصة والحكومية.
- الإسهام في التوازن الضروري بين التنمية في قطاعات الأعمال والمتطلبات من القوى العاملة.
- تطبيق المفاهيم العلمية الحديثة لتلبي احتياج قطاع الأعمال العام والخاص .
- إعداد الطالب ليكون متلقي للعلم مدى الحياة وجعله يكتسب خبرة في المعرفة والمهارات المتعلقة بأدوات ومناهج البحث العلمي واتخاذ القرارات وحل المشكلات .
- إعداد الطالب ليكون قادرا على استكمال الدراسات العليا من خلال امداده بالمعرفة الضرورية في مجال التخصص .
- توفير فرصة استكمال الدراسات العليا للخريجين المتميزين في مجالات التخصص.

## البرامج الأكاديمية

### البكالوريوس
- إدارة أعمال
- نظم المعلومات الإدارية
- إدارة الضيافة
- إدارة السياحة والسفر
- نظم المعلومات المحاسبية

### الدراسات العليا
- ماجستير إدارة أعمال

## منهج الكلية في التعليم
تركز الكلية على أن يكون الجانب النظري والأكاديمي والجانب العملي التطبيقي متوازن في العملية التعليمية من خلال ثلاث مراحل هي:
1. المرحلة الأولى: يتم التركيز فيها على تدريس المهارات والمعارف الأساسية.
2. المرحلة الثانية: يتم التركيز فيها على المهارات والمعارف المتقدمة من خلال التطبيق والتدريب الميداني في المنشآت التي لها علاقة بتخصصات الكلية في القطاع الخاص.
3. المرحلة الثالثة: يتم التركيز فيها على تدريس المناهج الإدارية من البعد الأكاديمي.[1]